# Bank of Dave
Bank of Dave é um filme de comédia biográfica britânico em língua inglesa dirigido por Chris Foggin, escrito por Piers Ashworth e produzido por Matt Williams, Karl Hall e Piers Tempest. As estrelas principais do filme Joel Fry, Phoebe Dynevor, Rory Kinnear, Hugh Bonneville, Paul Kaye, Jo Hartley e Cathy Tyson.
Bank of Dave está programado para ser lançado nos Estados Unidos e Reino Unido em 16 de janeiro de 2023 pela Netflix.

## Trama
O filme é baseado nas experiências da vida real de Dave Fishwick. Segue a história de uma classe trabalhadora de Burnley e milionária, onde um trabalhador de Burnley luta para criar um banco comunitário para ajudar as empresas locais de Burnley. Aqui Burnley não apenas sobreviverá, mas prosperará. Para ajudar a amada comunidade de Burnley, ele deve lutar contra as instituições financeiras de elite de Londres e competir pela primeira licença bancária em mais de 100 anos.

## Elenco
- Joel Fry como Hugh
- Phoebe Dynevor como Alexandra
- Rory Kinnear como Dave
- Hugh Bonneville como Sir Charles
- Paul Kaye como Rick Purdey
- Jo Hartley como Nicola Fishwick
- Cathy Tyson como Maureen
- Florence Hall como Meghan
- Drew Cain como Prosecutor
- Grant Crookes como Press
- Joanne James como Pub Patron

## Produção
Depois que a Netflix adquiriu os direitos do filme "Bank of Dave", Piers Ashworth começou a escrever e Chris Foggin a dirigir o filme sob as produtoras, Tempo Productions Limited, Future Artists Entertainment, Ingenious Media e Rojovid Films, que começou a pré-produção em 8 de janeiro de 2022, com filmagens em 28 de fevereiro de 2022. A pós-produção começou em 18 de abril de 2022 e terminou em 27 de setembro de 2022. A obra completa do filme foi concluída em 22 de dezembro de 2022.